# Agonocryptus rufithorax
Agonocryptus rufithorax är en stekelart som beskrevs av Gupta 1982. Agonocryptus rufithorax ingår i släktet Agonocryptus och familjen brokparasitsteklar. Inga underarter finns listade i Catalogue of Life.